# Hogna litigiosa
Hogna litigiosa là một loài nhện trong họ Lycosidae.
Loài này thuộc chi Hogna. Hogna litigiosa được Carl Friedrich Roewer miêu tả năm 1959.